# Уилям Морис
Уилям Морис (на английски: William Morris, 24 март 1834 – 3 октомври 1896) е английски дизайнер на текстил, художник, писател и социалист. Името му се свързва с Прерафаелитското братство и английското движение „Изкуства и занаяти“.

## Биография
Уилям Морис е роден близо до Лондон. Получава образованието си в колежа Марлборо и Оксфорд. През 1856 г. става чирак на архитекта Дж. Е. Стрийт. През същата година основава списанието Oxford and Cambridge Magazine, където публикува поезия и развива идеите си за връзката между занаятчийската дейност и декоративните изкуства. През 1861 г. Морис основава фирма за дизайн, в сътрудничество с Едуард Бърн-Джоунс и Данте Габриел Росети. Морис допринася най-вече като дизайнер на десени за тапети и текстил, много от които вдъхновени от природата. Морис също така има сериозен принос за подновения интерес и развитието на традиционните текстилни изкуства и методите на производство.
Морис пише и публикува поезия, проза и преводи на древни и средновековни текстове през целия си живот.
Той е също така важна фигура, свързвана със зараждането на социализма във Великобритания. През 1884 г. основава т. нар. Социалистическа лига, но се разграничава от движението към края на същото десетилетие.
Морис е изтъкнат представител на движението „Изкуства и занаяти“ от края на XIX в. Движението се свързва с отричане на промишленото производство и лансиране на занаятите.
През 1891 г. Морис основава печатницата Келмскот Прес (Kelmscott Press). Изданието „Творби на Джефри Чосър“ (Works of Geoffrey Chaucer) от 1886 г. е считано за шедьовър в дизайна на книгите.

## Брак и семейство
През 1858 г. Уилям Морис се сгодява за модела Джейн Бърдън. Двамата се женят на 26 април 1859 г. Единствената оцеляла до днес кавалетна картина с маслени бои на Морис е „Хубавата Изолда“ („La Belle Iseult“), изобразяваща Джейн Бърдън.
Двамата имат две дъщери. Джейн Алис (Джени) е родена през януари 1861 г. и развива епилепсия в юношеските си години. Мери (Мей) Морис (1862 – 1938) става изтъкнат социалист, дизайнер и редактор.

## Галерия
- „Хубавата Изолда“ („La Belle Iseult“), известна още като „Кралица Гуинивир“ („Queen Guinevere“), 1858
- Тапет по дизайн на Морис, 1875
- Детайл от гоблена „Кълвач“ („Woodpecker“) по дизайн на Морис, 1885
- Фронтиспис към изданието на Келмскот Прес от 1893 г. на „Новини от никъде“ („News from Nowhere“) от Морис